# 동흥습격사건
동흥습격사건(東興襲擊事件) 또는 동흥사건(東興事件)은 1935년 2월 13일 새벽에 만주의 동북인민혁명군 1군 1사장(師長) 이홍광(李紅光, 1910∼1935)이 이끄는 부대가 조선 국경의 평안북도 후창군(厚昌郡) 동흥읍(東興邑)을 습격하여 일본 측에 상당한 타격을 입히고 퇴각한 사건을 말한다.

## 사건의 경과
동흥읍은 약 500여호에 주민 2500 여명이 살던 경찰서와 학교, 우체국 등이 있는 평북 최북단의 국경도시이다. 1935년 2월 13일 새벽 이홍광은 동북인민혁명군 (동북항일연군의 전신) 1군 1사 약 200여명을 이끌고 동흥읍을 습격하여 일본측에 막대한 피해를 주고 퇴각하였다. 동흥 경찰서는 47명의 경관이 방어하고 있었는데 이홍광 부대의 집중적인 기관총 사격을 받고 적지 않은 피해를 입었다.
장세윤(張世胤)은 「이홍광연구(李紅光硏究)」에서 당시 상황을 아래와 같이 기술하고 있다.
이홍광은 2월 13일 새벽 1시경 200여명의 병력을 이끌고 결빙(結氷)된 압록강을 건넜다. 동·서·남 세방면으로 분산된 1사(師)는 안내자의 도움을 받아 동흥 시가로 진입했다. 이 때 대원들은 장총과 권총, 기관총 등으로 무장되었다. 이홍광은 47명의 경찰이 방어하고 있는 경찰서를 향해 기관총 2정을 휴대한 부대로 하여금 집중사격을 가하게 하는 한편 다른 두 방면의 대원들에게는 미리 지목한 대상에 따라 동흥 제일의 재산가이며 재목상(材木商)인 장영록(張永綠)의 집을 습격케 하고 기타 친일 주구배로 알려진 한인, 일본인 등을 습격케 했다.

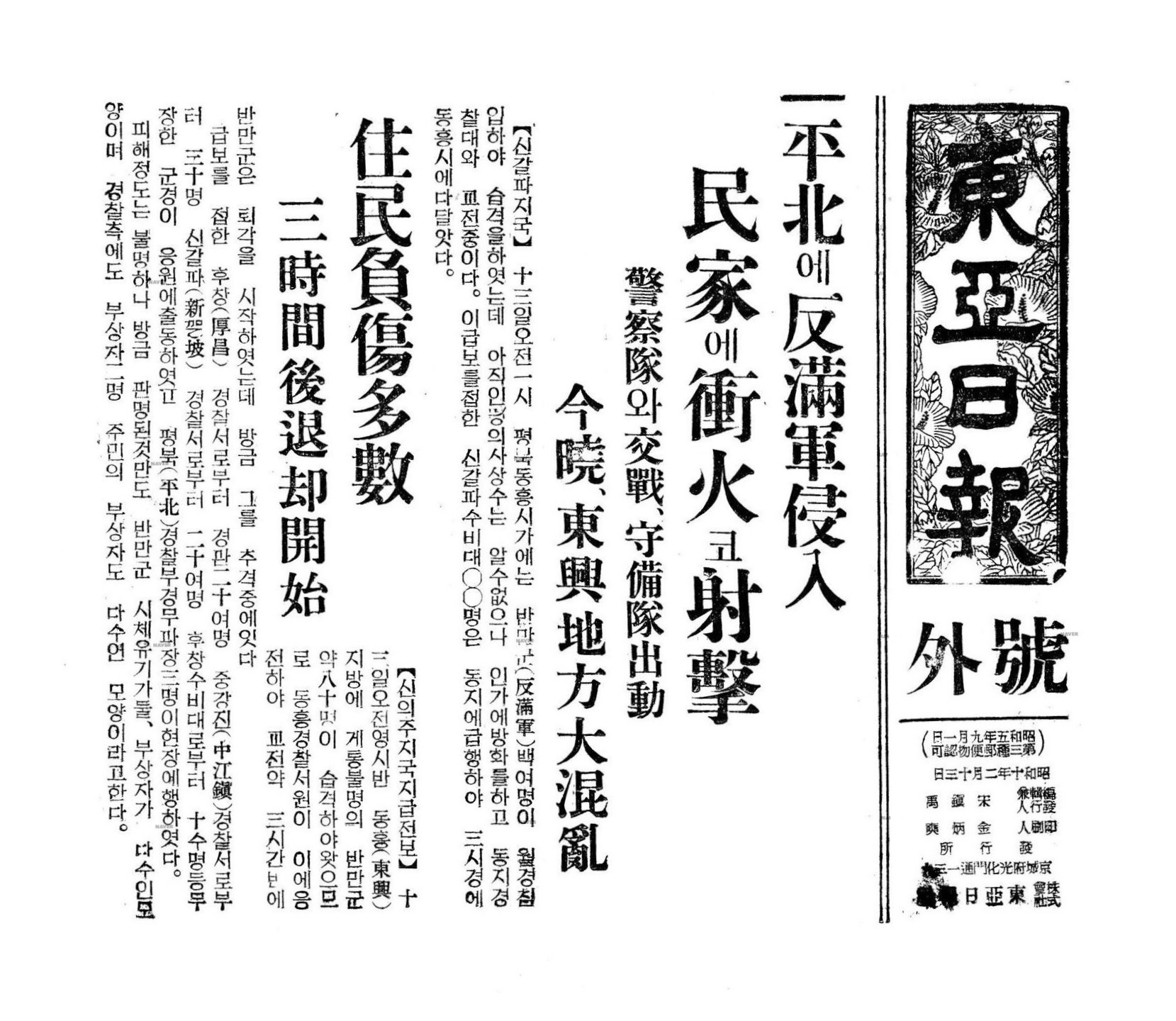
동북인민혁명군의 평안북도 후창군 동흥읍 침입을 보도한 1935년 2월 13일자 동아일보 호외. 平北(평북)에 反滿軍侵入(반만군침입) / 民家(민가)에 衝火(충화)코 射擊(사격) / 警察隊(경찰대)와 交戰(교전), 守備隊出動(수비대출동) / 今曉(금효), 東興地方 大混亂(동흥지방 대혼란)

약 세시간에 걸친 교전 끝에 동북인민혁명군 제1사는 커다란 전과를 거두고 압록강을 건너 후퇴했다. 이 때 1사(師)는 만주국측의 전신전화 기관은 파괴했지만, 동흥읍에 있는 일제측 전신전화 기관을 파괴하지 못한 까닭에 적의 응원대가 올 것을 우려해서 조기에 철수했던 것이다. 이 작전에서 이홍광 부대는 경관 2명과 그 가족 1명을 부상시키고 일본인 6명을 살상했으며, 친일 주구배 집 한채를 불살라 버렸고, 재산가 또는 친일파로 지목한 16호(戶)의 집을 습격하여 상당량의 금품을 빼앗았다. 그리고 일인(日人) 2명과 친일분자 및 부자로 지목된 한인(韓人) 10명을 납치하는 전과를 거두었다. 그러나 이 때 이홍광 부대도 전사자 3명, 중상자 7명, 부상자 10여명을 냈고 대원 양상오(梁尙五)(27세)와 진농화(陳農華)(38세)가 경찰에 체포되는 피해를 입었다. 또 교전 와중에 무고한 주민 2명이 사망하고 5명이 부상하는 뜻하지 않은 결과도 있었다.
이홍광 부대의 동흥 습격전투는 의도했던 것 이상으로 커다란 반향을 불러 일으켰다. 이 사건은 당시 동아일보(東亞日報)와 조선일보(朝鮮日報)에 며칠간 대서특필되었고, 중국동북에서 발간되는『대동보(大同報)』 등 신문에도 크게 보도되었다. 일제 당국은 물론 대중에게도 이 전투는 큰 충격으로 받아들여졌다.

이 사건은 동아일보 (호외도 간행함), 조선일보, 매일신보, 경성일보 및 조선중앙일보 등이 며칠간 연속으로 크게 보도하였다. 당시 이홍광은 18세의 미소녀라는 소문도 있었으나 이는 사실이 아니다. 이런 소문은 이홍광 측이 심리전 차원에서 퍼뜨린 것이라 한다. 이 사건 보다 2년여 후인 1937년 6월 보천보 습격 사건이 일어났을 때 당시 매일신보와 동아일보는 이를 제2 동흥사건(第二東興事件)이라고 칭하였을 정도로 동흥 사건의 여파가 컸다. 이홍광은 사건 3개월여 후인 5월 일만군(日滿軍)과의 전투에서 중상을 입고 전사하였다..
동흥 사건은 경찰관 5명이 상주하는 주재소 밖에 없는 국경의 면단위 마을 보천보를 습격한 사건보다 규모도 더 컸고, 2년 먼저 일어났는데도 일반에는 보천보 사건만 알려져 있을 뿐 거의 잊혀져 있다. 심지어는 보천보 사건이 최초의 국내진공 사건이라며 근거없는 주장까지 하는 사람들도 많다. 김일성이 집권하면서 보천보 사건만 대대적으로 선전하고 자신과 관계없는 이 사건은 고의적으로 은폐한 탓이다. 북한에서는 이홍광이 김일성의 지도를 받았다고 허위선전을 할 뿐만 아니라, 이 사건이 널리 알려져 보천보 사건을 가릴 우려 때문에 동흥(東興)이란 지명까지 없애버렸다. 당시의 지명 평안북도 후창군(厚昌郡) 동흥읍(東興邑)은 오늘날 양강도 김형직군(金亨稷郡) 고읍노동자구(古邑勞動者區)가 되어 있다.

## 신문 기사

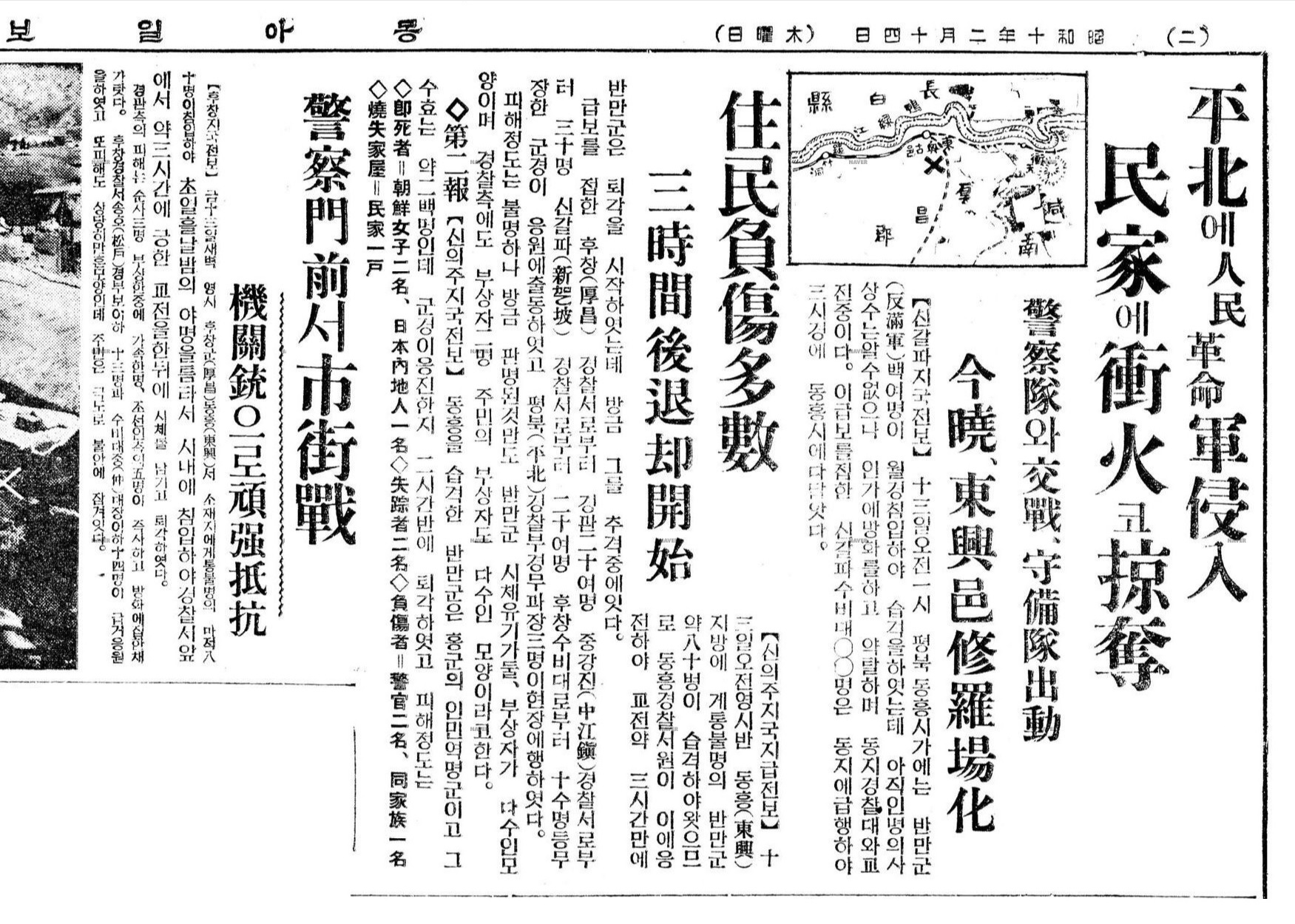
동흥습격사건을 보도한 동아일보 1935년 2월 14일 (2월 13일 석간) 2면 기사.
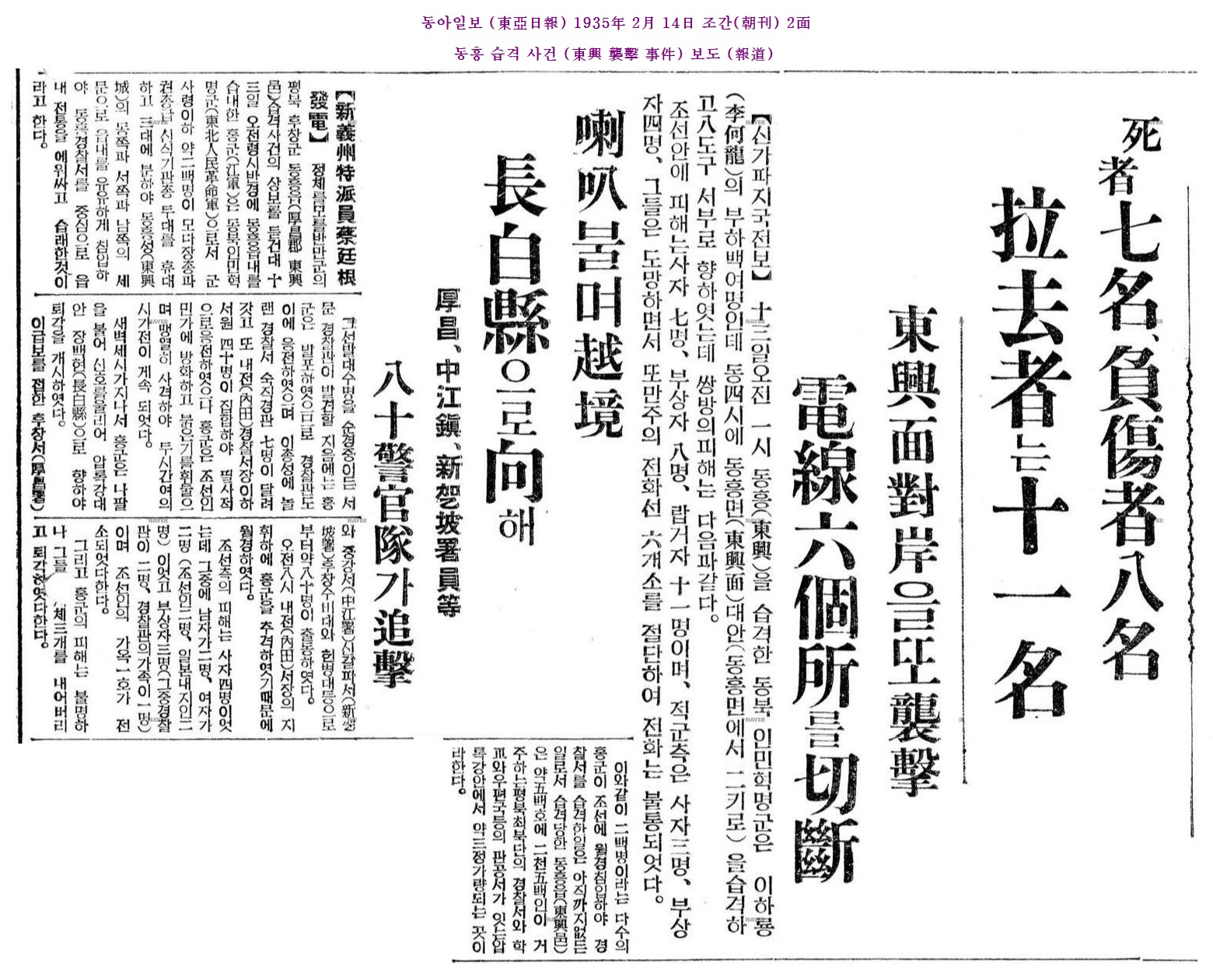
동흥습격사건을 보도한 동아일보 1935년 2월 14일자 조간 2면 기사. 처음 동흥경찰서장 이하 서원 40명이 응전하다 인접지역 군경 80여명의 지원을 받았다고 나옴.
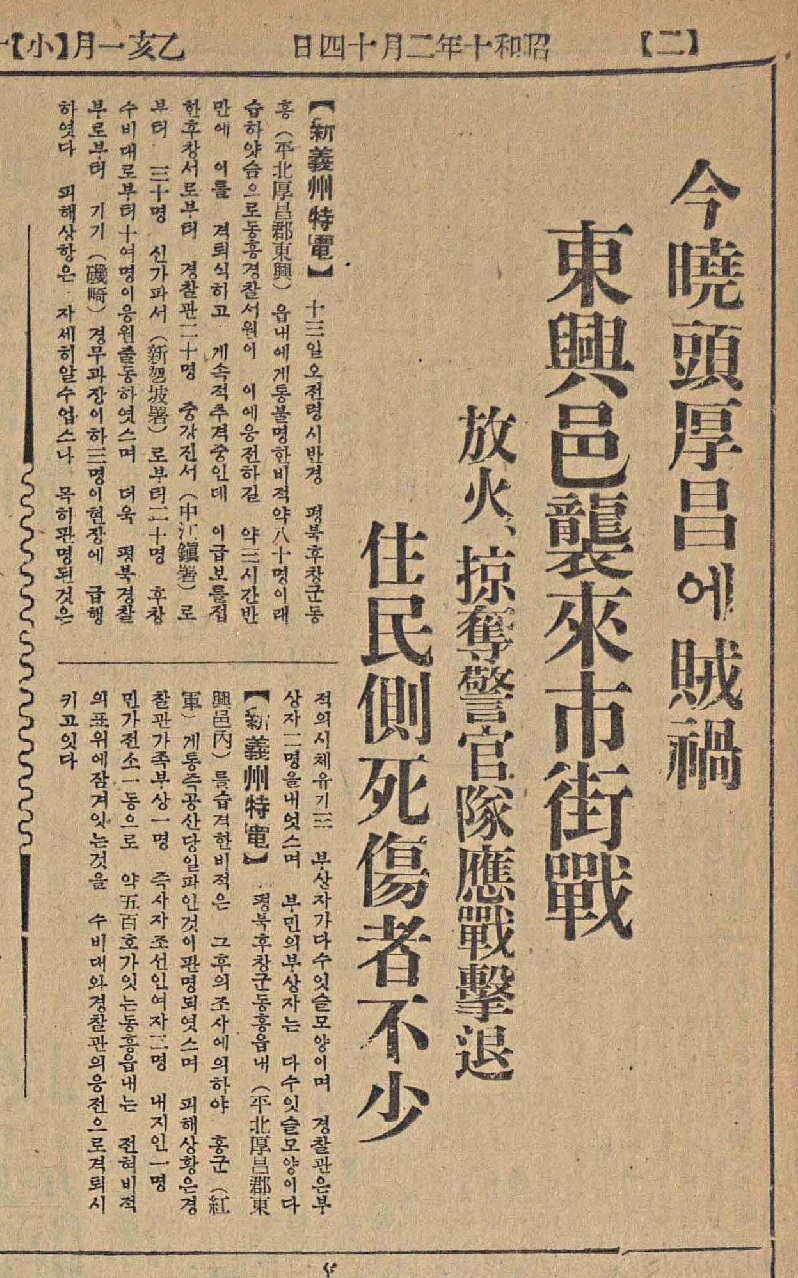
동흥습격사건을 보도한 매일신보 1935년 2월 14일 (2월 13일 석간) 2면 기사. 내습한 비적과 경찰이 시가전을 벌임.
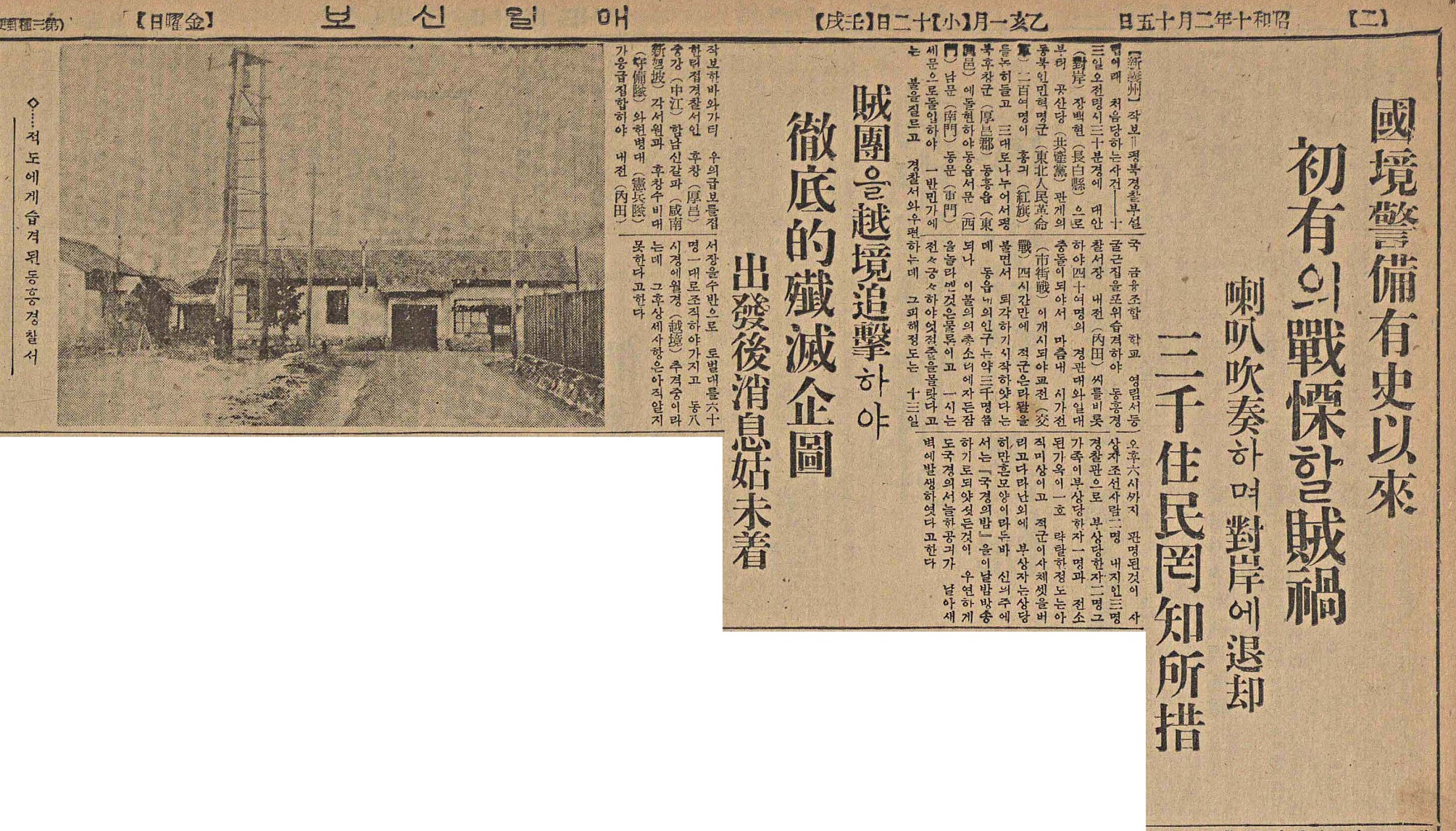
동흥습격사건을 보도한 매일신보 1935년 2월 15일 (2월 14일 석간) 2면 기사. 동흥경찰서장 이하 40여명의 경관대와 침입군이 시가전을 벌였다고 함.
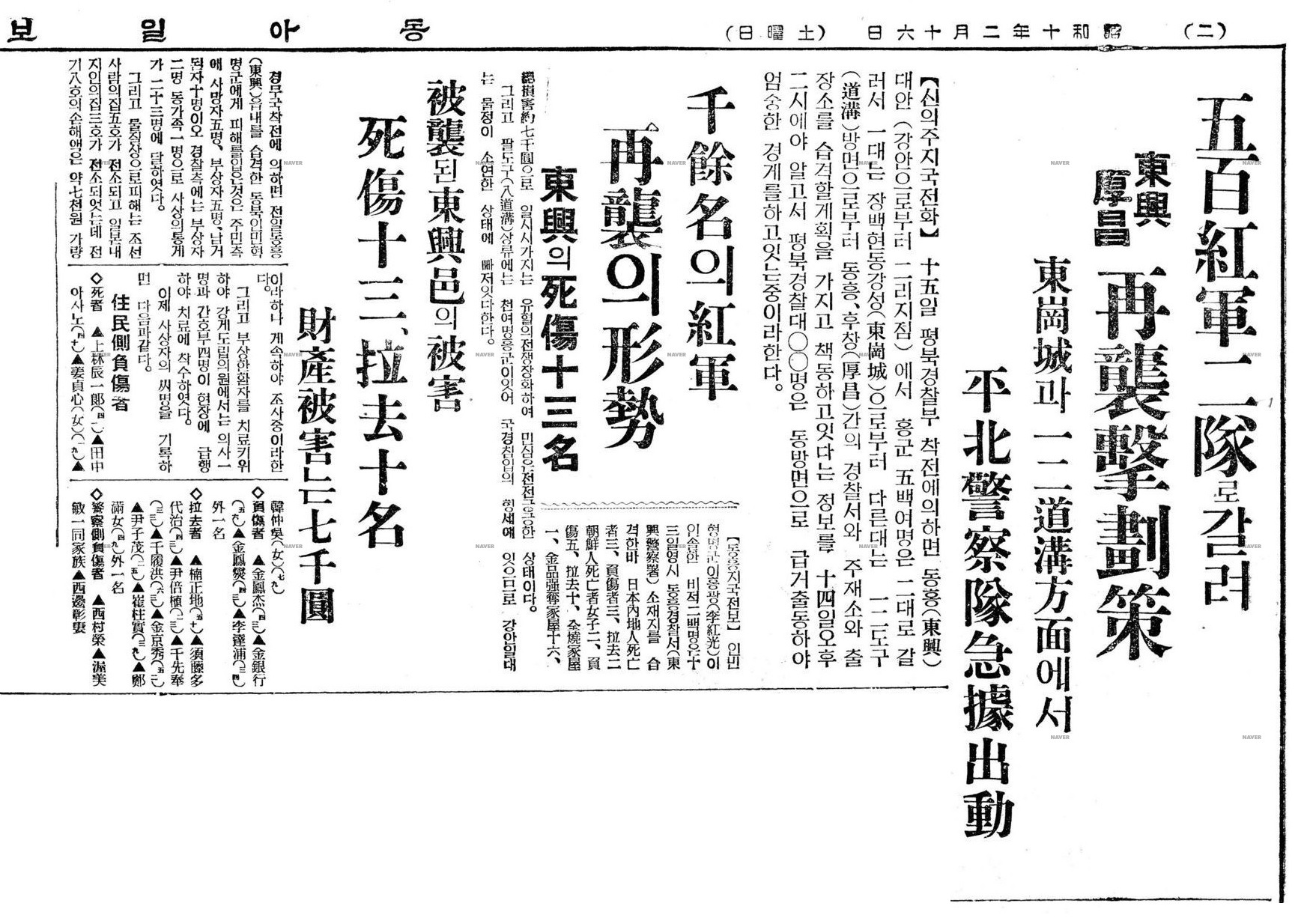
동흥습격사건의 피해를 보도한 동아일보 (東亞日報) 1935年 2月 16日 조간(朝刊) 2面 기사.
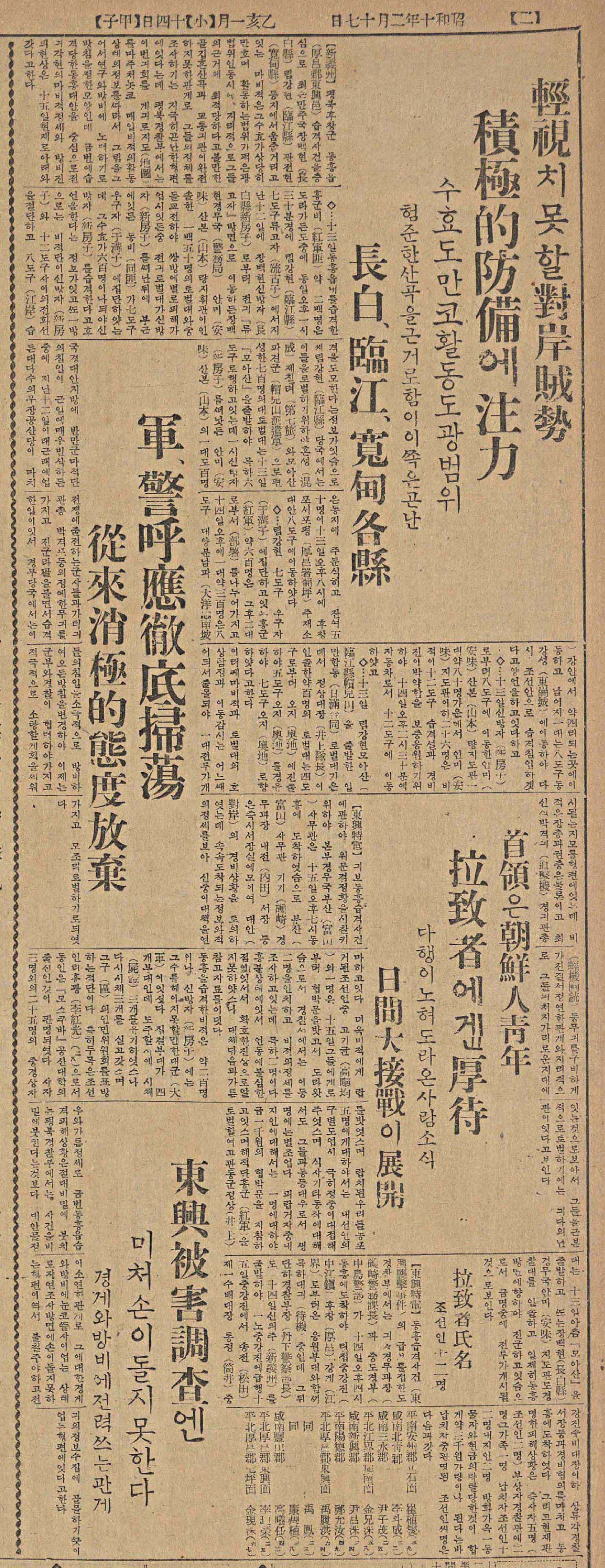
동흥습격사건을 보도한 매일신보 1935년 2월 17일 (2월 16일 석간) 2면 기사.
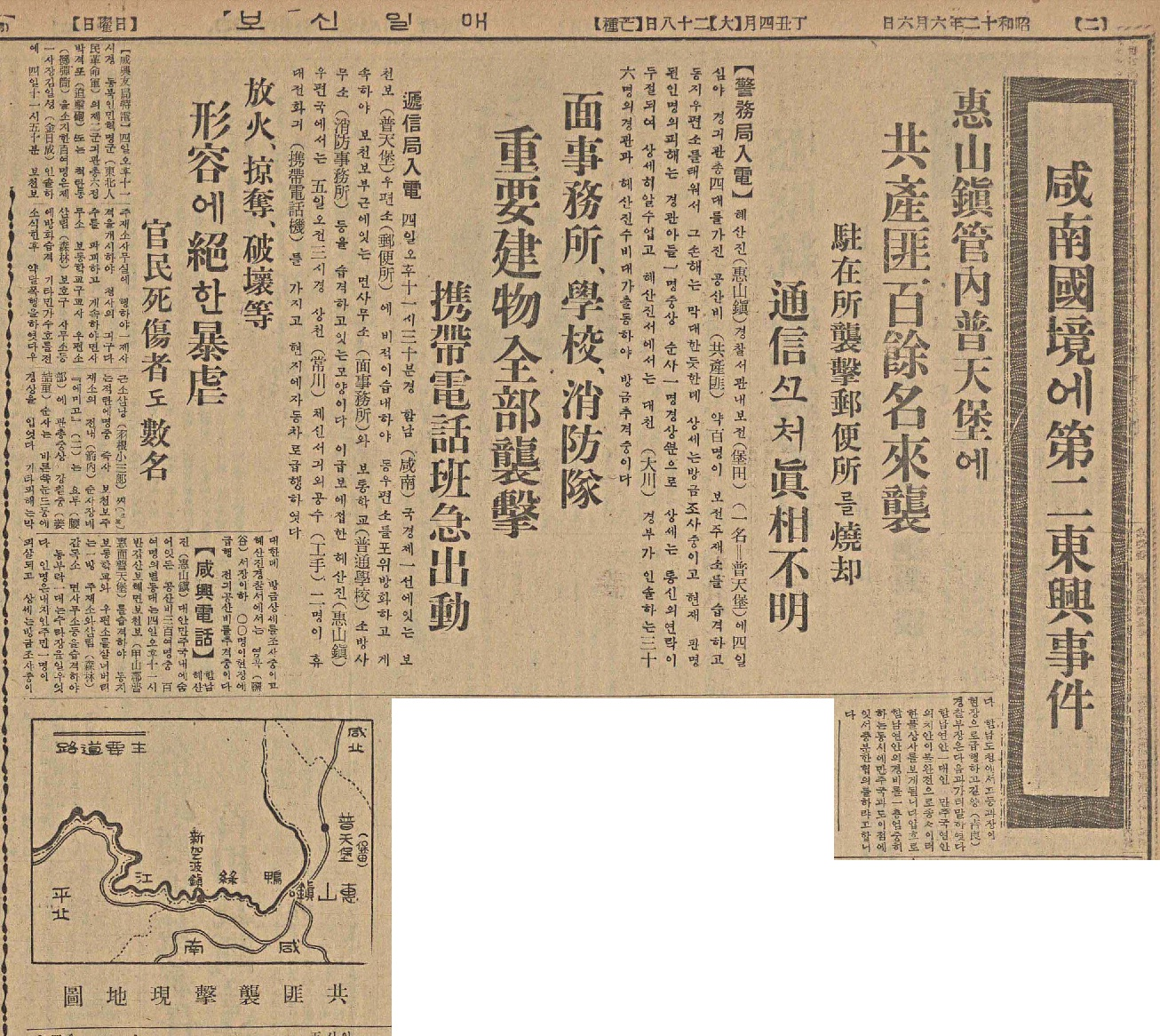
1937년 6월의 보천보 습격을 제2동흥사건이라고 보도한 1937년 6월 6일자 매일신보 기사. 동흥은 소도시로 산골마을 보천보보다 경찰도 훨씬 더 많고 공격하기도 어려운 곳이었지만 일본측 피해규모는 더 컸고, 따라서 파장도 더 컸다. 하지만 김일성 집권 후로 동흥 사건은 은폐되고 보천보 사건만 김일성의 가장 중요한 항일공적으로 엄청나게 부풀려져 선전되고 있다.